# The Land of Rape and Honey
The Land of Rape and Honey è il terzo album in studio del gruppo statunitense Ministry, pubblicato nel 1988.

## Contenuti
Dopo una prima transizione verso sonorità industrial nel disco precedente, Twitch, i Ministry incorporano nel loro sound la chitarra elettrica, spingendosi verso territori industrial rock e metal. Le chitarre, distorte e con riff graffianti, vengono campionate e ulteriormente manipolate, creando rari momenti di delirio sonoro, come la opener Stigmata e The Missing. Non mancano momenti più elettronici, ma sempre brutali, come la titletrack, You Know What You Are?, Flashback e Abortive.
Come si può notare leggendo la tracklist di Twitched, una versione non ufficiale di Twitch, il brano Abortive era già stato scritto durante le sessioni di registrazione di Twitch ma era poi stato rimosso prima della pubblicazione ufficiale.

## Tracce
1. Stigmata – 5:45
2. The Missing – 2:55
3. Deity – 3:20
4. Golden Dawn – 5:42
5. Destruction – 3:30
6. Hizbollah – 3:58
7. The Land of Rape and Honey – 5:10
8. You Know What You Are – 4:43
9. I Prefer – 2:15
10. Flashback – 4:50
11. Abortive – 4:23

## Formazione
Gruppo
- Al Jourgensen - voce, chitarra, programmatore
- Paul Barker - basso, tastiere, programmatore

Personale aggiuntivo
- Bill Rieflin - batteria, tastiera, chitarra, voce aggiuntiva
- Chris Connelly - voce aggiuntiva